# Уэстон-сьюпер-Мэр (футбольный клуб)
«Уэстон-сьюпер-Мэр» (англ. Weston-super-Mare AFC) — английский полупрофессиональный футбольный клуб из одноимённого города, в графстве Сомерсет. Клуб также известен как «Чайки». Поводом для гордости клуба является то, что он никогда не вылетал в своей истории, хотя трижды в 2007, 2008 и 2010 году финишировал в зоне вылета Южной Конференции, но все три раза он был оставлен в лиге. Клуб образован в 1887 году, домашние матчи проводит на стадионе «Вудспринг Стэдиум». В настоящий момент выступает в Южной Конференции, шестом по значимости футбольном турнире Англии. Уэстон имеет немногочисленную фанатскую поддержку и принципиальное соперничество с клубом Клеведон Таун, однако с 2003 года клубы играют в разных лигах, и соперничество немного поугасло.

## Достижения

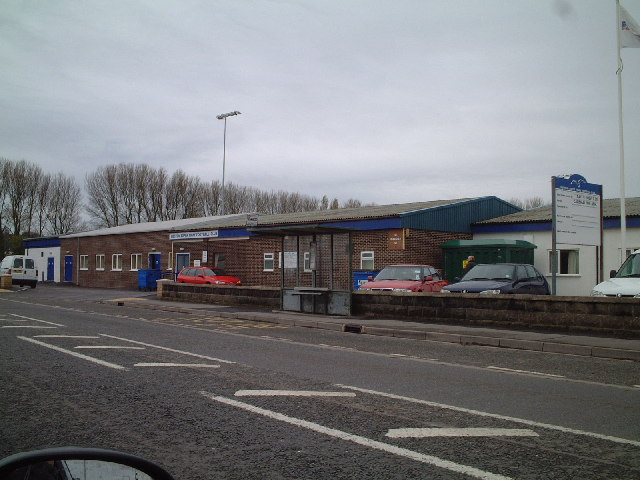
Здание клуба

### Достижения в лигах
- Южная лига Западный дивизион
  - Призеры: 2002-03
- Западная лига
  - Победители: 1991-92
  - Призеры: 1976-77
- Лига Бристоля и окрестностей
  - Призеры: 1922-23

### Другие достижения
- Благотворительный кубок Клеведона и окрестностей
  - Победители: 1922-23

### Достижения в кубках
- Премьер кубок Сомерсета[2]
  - Победители: 2010-11, 2011-12
  - Финалисты: 1990-91
- Главный Западный кубок
  - Победители: 1971-72, 1972-73, 1973-74, 1974-75, 1975-76, 1977-78
- Кубок вызова Западной лиги[3]
  - Победители: 1976-77
- Западный кубок достоинства
  - Победители: 1976-77, 1977-78
- Кубок Subsidiary Западной лиги
  - Финалисты: 1959-60
- Главный кубок Сомерсета [4]
  - Победители: 1926-27
- Благотворительный кубок Бристоля
  - Победители: 1922-23
- Благотворительный кубок Уэстона
  - Победители: 1910-11
- Благотворительный кубок Клеведона
  - Финалисты: 1926-27

## Рекорды
- Высшая позиция в лиге: седьмые в Южной Конференции 2012-13
- Кубок Англии лучшее выступление: второй раунд 2003-04
- ФА Трофи лучшее выступление: четвертый раунд 1998-99, 2003-04
- Наибольшая посещаемость: 2,949 против Донкастер Роверс — 2014-15 в Кубке Англии